# La Mort de Nelson
La Mort de Nelson est un tableau peint par Daniel Maclise entre 1859 et 1864. Il représente la mort de l'amiral Horatio Nelson en 1805 et mesure 98,5 cm  de haut sur 353 cm de large. Il est conservé à la Walker Art Gallery à Liverpool. 